# Commedia sexy all'italiana
La commedia sexy all'italiana è un sottogenere della commedia all'italiana e di vari generi cine-letterari tipicamente italiani, dei quali commistiona vaghe suggestioni e soprattutto luoghi comuni. Nata alla fine degli anni sessanta, ha avuto grande successo in Italia e in Sudamerica per un decennio circa, per poi declinare a partire dal 1982-1983. 
Articolati a volte in più episodi, questi film contano numerosi epigoni poiché riscossero nelle sale cinematografiche buoni incassi anche a fronte del crescente successo delle televisioni private a partire dalla metà del decennio. Queste pellicole, che ebbero come protagonisti maschili attori comici quali Lino Banfi, Lando Buzzanca, Renzo Montagnani, Carlo Giuffré,  Aldo Maccione, Mario Carotenuto, Alvaro Vitali, Gianfranco D'Angelo, Enzo Cannavale e Bombolo, furono successivamente considerate come dei film cult, oltre che una riflessione riguardante i costumi del popolo italiano. 
Il filone ebbe inizio grazie all'idea di alcuni noti produttori dell'epoca, tra cui Luciano Martino, considerato uno dei padri del genere. 

## Caratteri distintivi del genere

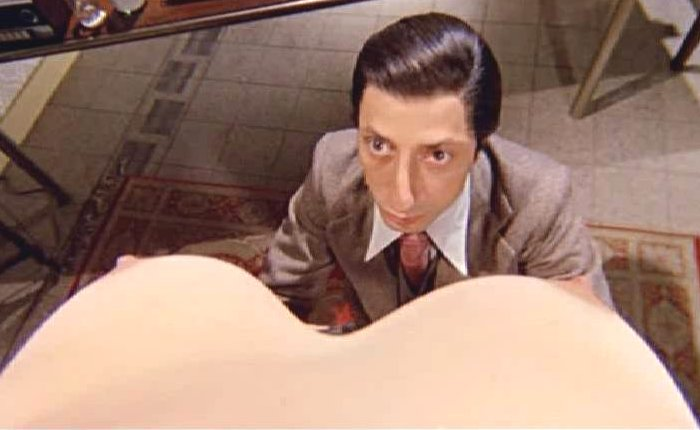
Un'immagine simbolo di Giovannona Coscialunga disonorata con onore, tra i maggiori successi del filone

La commedia sexy all'italiana possiede alcuni caratteri distintivi, in particolare la combinazione di comicità e scene di nudo parziale o totale. Esso rappresentava all'epoca un qualcosa di innovativo nel cinema, considerato anche il periodo della cosiddetta rivoluzione sessuale nel quale la commedia sexy all'italiana si inserisce. I film erano principalmente pensati per poter incassare il più possibile al botteghino, e ciò sarebbe stato possibile soddisfacendo le necessità di consumatori principalmente di sesso maschile, in un certo senso invogliati dalle scene di nudo (anche se non di sesso esplicito e con completa nudità, tipico della pornografia), che era da pochi anni possibile vedere liberamente al cinema.
Molti film della commedia sexy all'italiana risultano ancora oggi fruibili da parte del pubblico, e sono stati recentemente rivalutati e ricommercializzati in più occasioni.

## Le protagoniste e i comici

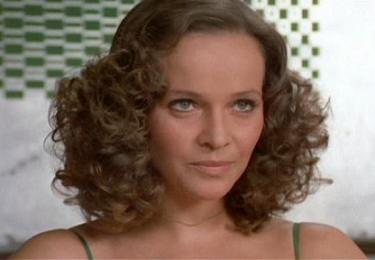
Laura Antonelli in Sessomatto (1973)

Fondamentali per questo genere erano la presenza di attori comici collaudati nella ripetizione di sperimentati cliché di successo e soprattutto di attrici bellissime nel ruolo delle protagoniste di richiamo, secondo una formula derivata dal teatro di varietà e dal teatro di rivista.
Molti degli attori impegnati negli anni settanta e ottanta in questo genere hanno successivamente abbandonato questo tipo di produzione, continuando la carriera tanto al cinema quanto in teatro: è il caso di Alvaro Vitali tornato in TV nel 2004 e di Lino Banfi che ha proseguito la propria attività d'attore in fortunate serie televisive (Un medico in famiglia).

### Attori

Lando Buzzanca in Il merlo maschio (1971)

- Tra i protagonisti maschili Lando Buzzanca è considerato antesignano del genere con una serie di pellicole incentrate sul ruolo di maschio meridionale alle prese con situazioni erotiche sempre al limite del paradossale. Il ruolo di attore dedicato al genere è stato però (per un lungo periodo) quello di Mario Carotenuto, Renzo Montagnani, Carlo Giuffré, Aldo Maccione, Lino Banfi, Alvaro Vitali, Leo Colonna, Pippo Franco, Gianfranco D'Angelo, Umberto D'Orsi, Gianni Cavina, Andrea Roncato, Enzo Cannavale, Bombolo; mentre quello di attore "occasionale" del genere comprende nomi come Enrico Montesano, Lino Toffolo, Renato Pozzetto, Michele Gammino, Giorgio Porcaro, Vittorio Caprioli, Diego Abatantuono, Alberto Lionello, Massimo Boldi e Teo Teocoli.

Renzo Montagnani in La moglie in vacanza... l'amante in città (1980)

- Esistono poi attori che interpretarono un gran numero di film del filone in qualità di generici o semplici comparse. Tra i più noti Er Braciola (alias Ennio Antonelli), Jimmy il Fenomeno (pseudonimo di Origene Luigi Soffrano) e Salvatore Baccaro.

### Attrici

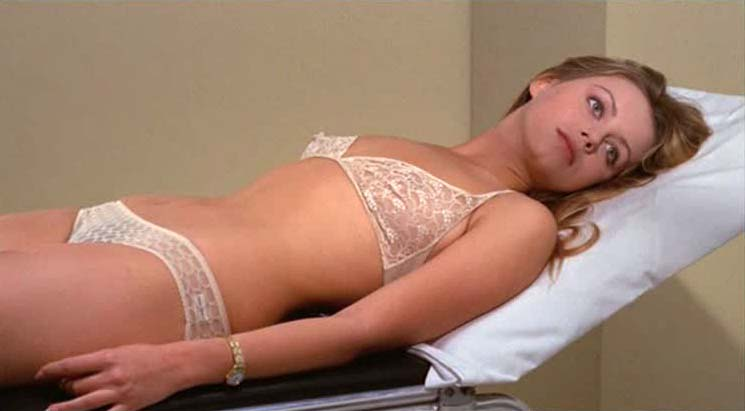
Gloria Guida ne La minorenne (1974)

- Le principali attrici protagoniste straniere sono state: Barbara Bouchet, Edwige Fenech, Janet Agren, Zeudi Araya, Eva Aulin, Annie Belle, Senta Berger, Nadia Cassini, Corinne Cléry, Laura Gemser, Nikki Gentile, Dagmar Lassander, Marisa Mell, Nieves Navarro, Lorraine De Selle, Brigitte Petronio, Anita Strindberg, Maria Baxa, Marina Lotar, Karin Schubert e Ilona Staller (queste ultime tre poi divenute attrici pornografiche), e persino star hollywoodiane come Ursula Andress, Carroll Baker e Joan Collins.

Edwige Fenech in La moglie vergine (1975)

- Le protagoniste italiane dei film di commedia erotica, alcune delle quali definite maggiorate fisiche, sono state: Laura Antonelli, Gloria Guida (le due attrici di maggior successo tra le italiane), Agostina Belli, Femi Benussi, Erika Blanc, Rita Calderoni, Tinì Cansino, Stefania Casini, Annamaria Clementi, Francesca Romana Coluzzi, Donatella Damiani, Cinzia De Ponti, Orchidea De Santis, Ria De Simone, Lory Del Santo, Silvia Dionisio, Leonora Fani, Rosa Fumetto, Ely Galleani, Ida Galli, Daniela Giordano, Gabriella Giorgelli, Serena Grandi, Eva Grimaldi, Lisa Leonardi, Malisa Longo, Franca Mantelli, Michela Miti, Rosalba Neri, Daniela Poggi, Pamela Prati, Maria Rosaria Riuzzi, Anna Maria Rizzoli, Carmen Russo, Sabrina Siani, Jenny Tamburi, Marilù Tolo, Carmen Villani e, prima che passassero al porno vero e proprio, Lilli Carati, Moana Pozzi e Paola Senatore.

In ruoli secondari vi furono tante altre attrici ancora, comprese Alessandra Canale, Patrizia Pellegrino e Maria Teresa Ruta all'inizio della carriera.

## I generi

### Il decamerotico

Anna Maria Rizzoli in L'insegnante al mare con tutta la classe (1980)

Il racconto antico medievale tradotto al cinema contava numerosi classici: nacque a partire dal cinema muto un grande cinema retorico: patria di sentimenti e valori "alti"; ciò vale non solo per le produzioni straniere ma anche nostrane. Nella seconda metà degli anni sessanta comparvero alcuni film italiani, pur differenti tra loro, ma affini in quanto anticonformisti rispetto alla ricostruzione storica, tra gli altri degni di nota: L'Armata Brancaleone (1966) di Mario Monicelli, il Satyricon (1969) di Federico Fellini e il Decameron (1971) di Pier Paolo Pasolini.

Qui è proprio la sacralità del film in costume, storico o letterario, che viene messa basilarmente in discussione, quando non sbeffeggiata e ricondotta ad una quotidianità storica non propriamente ispirata al metro ricostruttivo manzoniano.

Barbara Bouchet in Spaghetti a mezzanotte (1982)

Ciò generò la parodizzazione non solo di questi film, pur sempre di registi dell'olimpo del cinema, ma anche i generi dai quali codesti film scaturirono, non vennero risparmiati. Ciò però pose in risalto una riappropriazione popolare del retaggio culturale scolastico borghese, che da sempre esorcizzava e castrava opere libertineggianti quali il Satyricon di Petronio Arbitro e il Decameron di Giovanni Boccaccio per la loro forza chiaramente eversiva, nonché il chiaro messaggio liberante a sfondo sessuale, gettonatissimo negli anni della contestazione. L'uscita di film quali Quel gran pezzo dell'Ubalda tutta nuda e tutta calda e Quando le donne si chiamavano madonne entrambi del 1972, interpretati da attori "cult" quali Edwige Fenech, Pippo Franco e Mario Carotenuto diede la sensazione di aver trovato un filone d'oro da sfruttare e presto ribattezzato Decamerotico o Boccaccesco.

### Le poliziotte
La fase femminile del film poliziottesco si è inserita prepotentemente nel genere erotico, anche se è iniziata dalla pellicola di Steno: La poliziotta, del 1974; film, quest'ultimo, ancora sul versante della commedia "ufficiale", con evidenti, per l'epoca, risvolti sociali e politici. Da qui la poliziotta fu subito trasformata e incarnata da Edwige Fenech con il successivo e dichiarato La poliziotta fa carriera 1976 fino all'ultimo film della serie che è del 1981. La pretora di Lucio Fulci (1976), primo nudo integrale dell'attrice, è invece una satira sulla magistratura che vigila sul comune senso del pudore.

### Le caserme
Negli stessi anni si diffusero i film ambientati in caserma, dove si produssero opere di taglio estremamente popolare quali i barzelletta-movie, nei quali l'infermiera e l'omosessuale avevano il posto d'onore quale oggetto del desiderio o capro espiatorio. Anche i carabinieri fecero parte di questo filone, sia come personaggi caratteristici, che come soggetti di alcuni barzelletta-movie, ad esempio: I carabbimatti.

### La famiglia

Lino Banfi in Occhio, malocchio, prezzemolo e finocchio (1983)

Nei primi anni 1970, dalla commedia sexy nacque un sottogenere basato prettamente su relazioni erotiche tra membri di una stessa famiglia, spesso in ambienti borghesi, che prese il nome di commedia erotica familiare. L'origine del filone viene fatta ricondurre a qualche anno prima, alla pellicola Grazie zia (1968) di Salvatore Samperi, che pur presentandosi come un'opera "impegnata" venne accolta come pruriginosa per via della sua trama, incentrata su un rapporto incestuoso tra zia e nipote. Tuttavia fu con Malizia (1973) che Samperi, di fatto autore di riferimento di questo sottogenere, sdoganò tali tematiche e fece al contempo di Laura Antonelli l'interprete principale di queste pellicole, in cui venivano approfondite situazioni erotiche interfamiliari, spesso con adolescenti iniziati alle gioie del sesso da componenti della famiglia stessa o della servitù. Da notare come con il passare degli anni, da semplici aspetti provocanti la commedia erotica familiare virò sempre più verso l'esplicito.

### Le scolaresche
Altro filone largamente sfruttato fu quello ambientato nelle scuole. In questi film scolaresche impertinenti sbeffeggiavano grotteschi ed ingenui professori.
Regine del genere furono Gloria Guida nella parte de La liceale e dei numerosi seguiti e Edwige Fenech nella parte de L'insegnante, a fianco alla quale va ricordata anche l'attrice Nadia Cassini.

### I Pierini

Alvaro Vitali e Michela Miti in Pierino colpisce ancora (1982)

Negli anni ottanta la fase crepuscolare della commedia sexy è rappresentata dai film seriali di barzellette (sui carabinieri, sul sesso, sui matti) i cosiddetti barzelletta movie, di cui fanno parte anche i "Pierini" dal nome dell'ineffabile e proverbiale protagonista Pierino: un Gianburrasca sporcaccione ed edonista. Lo storico volto della serie è di Alvaro Vitali che è emblema, genuino e romanesco, di film dalla sceneggiatura fatta di brevissime "avventure" collegate pretestuosamente fra loro, che spesso sceneggiano barzellette, o semplicemente portano ad una battutaccia. Spesso rumori corporali ipertrofici fanno da degno epilogo agli episodi.
Le locazioni preferite sono la scuola, le palestre, i collegi; alla bella insegnante tocca finire spiata nelle situazioni più consone all'atto; il rapporto con l'ordine, in qualsiasi dimensione (genitori, preside, polizia...) è fracassone e sbeffeggiante ai massimi livelli. Mentre il livello qualitativo è spesso discutibile, così come la regia, il ritmo sostenuto che questi film possiedono, oltre al talento argentino di Vitali, ne hanno guadagnato fama e pubblico, anche grazie alle TV commerciali che spesso ripassano questi film durante la programmazione notturna, soprattutto estiva. Il filone conta emuli in tempo reale con gli attori Maurizio Esposito e il toscano Giorgio Ariani e persino una versione del personaggio al femminile, interpretato da Marina Marfoglia.

## I registi
Molti e importanti registi si son dedicati a questo genere che, evolvendosi attraverso i decenni, è ancora rappresentato: le presenze di attori comici non sono più indispensabili, difatti in anni recenti protagoniste totali son diventate attrici avvenenti e procaci, che spesso si esibiscono nude durante lo svolgimento della trama. Tra i principali registi attivi nel genere ricordiamo Pasquale Festa Campanile, Michele Massimo Tarantini, Nando Cicero, Lucio Fulci, Giovanni Grimaldi, Mariano Laurenti, Sergio Martino, Marino Girolami e Giuliano Carnimeo.